# Christophe Darbellay
Christophe Darbellay (ur. 7 marca 1971 w Martigny, Valais) – szwajcarski polityk, przewodniczący Chrześcijańsko-Demokratycznej Partii Ludowej Szwajcarii (PDC) od 2 września 2006.

## Życiorys
Christophe Darbellay jest absolwentem agronomii na Eidgenössische Technische Hochschule Zürich w Zurychu.
Darbellay jest członkiem Rady Narodowej od 1 grudnia 2003. 2 września 2006 objął stanowisko przewodniczącego Chrześcijańsko-Demokratycznej Partii Ludowej Szwajcarii.